# 山田将之 (サッカー選手)
山田 将之（やまだ まさゆき、1994年10月1日 - ）は、埼玉県所沢市出身のプロサッカー選手。Jリーグ・福島ユナイテッドFC所属。ポジションはディフェンダー（DF）。

## 来歴

### プロ入り前
中学2年時、センターバック（CB）に転向。2010年、青森山田高校に進学。大型CBとして守備の中軸を担い、2012年度の全国高校選手権ではベスト16に終わるも同期の室屋成と共に優秀選手に選出。同賞受賞選手から構成された日本高校選抜にも参加し、デュッセルドルフ国際ユース大会で初優勝を果たした。
2013年、法政大学に進学し同学サッカー部に入部。2年次にはポジションをCBから右サイドバック（SB）に移し、攻撃性を磨いた。また、同年から全日本大学選抜に選出されていたが、負傷により辞退して以後なかなか復帰のタイミングが合わず、2015年のユニバーシアードではバックアップメンバー登録に留まった。2016年3月、FC東京の特別指定選手に指定され、同月20日のJ3リーグ第2節琉球戦で早速Jリーグ出場。6月16日には翌2017年からのFC東京加入内定が発表された。

### FC東京
2017年、法政大学からFC東京に入団。CBにしぼってポジション争いに臨んだ。U-23チームに配され、J3第1節富山戦でプロデビュー。J3第17節鳥取戦では、小川諒也の放つコーナーキックに 自身の長所である打点の高いヘディング を合わせてリーグ初得点を記録。7月26日、ルヴァンカップ・プレーオフ第2戦のサンフレッチェ広島戦では怪我が続出したため、トップチームのスタメンに抜擢されてベスト8進出に貢献した。7月30日、第19節のアルビレックス新潟戦でリーグ戦デビューを飾った。11月26日、J1第33節のサンフレッチェ広島戦でJ1リーグ初得点を決めた。

### レンタル時代
2019年シーズンは、J2リーグ・FC町田ゼルビアに期限付き移籍。しかし、町田では思うような出場機会を得られず、7月28日にアビスパ福岡に期限付きで移籍することが発表された。福岡移籍後は、3バックの一角として出場機会を増やした。11月24日の鹿児島ユナイテッドFCとのリーグ最終節では72分に初瀬亮のコーナーキックから決勝点を挙げ、J2リーグ戦の19,000得点目を記録した。
2020年シーズンはツエーゲン金沢に期限付き移籍 したが、リーグ戦3試合の出場にとどまった。

### 大宮アルディージャ
2020年10月20日に大宮アルディージャへ期限付き移籍。12月2日、J2リーグ第38節の愛媛FC戦において、23分に翁長聖のクロスからヘディングでゴールを挙げ、同リーグ戦の20,000得点目を記録。J2リーグで同一選手が節目の記念ゴールを2度以上決めた事例としては、500得点目と2,500得点目を記録したジョルジーニョ以来、史上2人目の快挙となった。2021年、完全移籍に移行。2022年11月14日、契約満了が発表された。

### 藤枝MYFC
2023年、藤枝MYFCへ加入。シーズン前半はサブ起用が中心であった。6月7日の天皇杯、ベガルタ仙台戦で右半腱様筋肉離れで全治2-3週間と診断を受けるも約1ヶ月で戦線に復帰した。しかしながら8月以降は出番を減らし、同年11月18日、藤枝MYFCは契約満了を発表した。

### 福島ユナイテッドFC
2024年、福島ユナイテッドFCへ加入。

## 所属クラブ
- 南ファイターズサッカー団[10]
- NPO法人ワセダクラブ Forza'02[10]
- 2010年 - 2012年 青森山田高校
- 2013年 - 2016年 法政大学
  - 2016年3月 - 同年12月  FC東京 (特別指定選手)
- 2017年 - 2021年  FC東京
  - 2019年 - 2019年7月  FC町田ゼルビア（期限付き移籍）
  - 2019年7月 - 同年12月  アビスパ福岡（期限付き移籍）
  - 2020年 - 同年10月  ツエーゲン金沢（期限付き移籍）
  - 2020年10月 - 2021年  大宮アルディージャ（期限付き移籍）
- 2022年  大宮アルディージャ
- 2023年  藤枝MYFC
- 2024年  福島ユナイテッドFC

## 個人成績
| 国内大会個人成績 | 国内大会個人成績 | 国内大会個人成績 | 国内大会個人成績 | 国内大会個人成績 | 国内大会個人成績 | 国内大会個人成績 | 国内大会個人成績 | 国内大会個人成績 | 国内大会個人成績 | 国内大会個人成績 | 国内大会個人成績 |
| 年度             | クラブ           | 背番号           | リーグ           | リーグ戦         | リーグ戦         | リーグ杯         | リーグ杯         | オープン杯       | オープン杯       | 期間通算         | 期間通算         |
| 年度             | クラブ           | 背番号           | リーグ           | 出場             | 得点             | 出場             | 得点             | 出場             | 得点             | 出場             | 得点             |
| 日本             | 日本             | 日本             | 日本             | リーグ戦         | リーグ戦         | リーグ杯         | リーグ杯         | 天皇杯           | 天皇杯           | 期間通算         | 期間通算         |
| ---------------- | ---------------- | ---------------- | ---------------- | ---------------- | ---------------- | ---------------- | ---------------- | ---------------- | ---------------- | ---------------- | ---------------- |
| 2017             | FC東京           | 36               | J1               | 3                | 1                | 2                | 0                | 0                | 0                | 5                | 1                |
| 2018             | FC東京           | 22               | J1               | 0                | 0                | 4                | 0                | 0                | 0                | 4                | 0                |
| 2019             | 町田             | 4                | J2               | 0                | 0                | -                | -                | 0                | 0                | 0                | 0                |
| 2019             | 福岡             | 4                | J2               | 11               | 1                | -                | -                | 0                | 0                | 11               | 1                |
| 2020             | 金沢             | 2                | J2               | 3                | 0                | -                | -                | -                | -                | 3                | 0                |
| 2020             | 大宮             | 43               | J2               | 12               | 1                | -                | -                | -                | -                | 12               | 1                |
| 2021             | 大宮             | 43               | J2               | 15               | 0                | -                | -                | 1                | 0                | 16               | 0                |
| 2022             | 大宮             | 4                | J2               | 9                | 0                | -                | -                | 1                | 0                | 10               | 0                |
| 2023             | 藤枝             | 4                | J2               | 17               | 1                | -                | -                | 1                | 0                | 18               | 1                |
| 2024             | 福島             | 2                | J3               | 31               | 0                | 0                | 0                | 0                | 0                | 31               | 0                |
| 2025             | 福島             | 2                | J3               |                  |                  |                  |                  |                  |                  |                  |                  |
| 通算             | 日本             | 日本             | J1               | 3                | 1                | 6                | 0                | 0                | 0                | 9                | 1                |
| 通算             | 日本             | 日本             | J2               | 67               | 3                | -                | -                | 3                | 0                | 70               | 3                |
| 通算             | 日本             | 日本             | J3               | 31               | 0                | 0                | 0                | 0                | 0                | 31               | 0                |
| 総通算           | 総通算           | 総通算           | 総通算           | 101              | 4                | 6                | 0                | 3                | 0                | 110              | 4                |

| 2016   | F東23  | 36     | J3     | 7  | 0 | 7  | 0 |
| 2017   | F東23  | 36     | J3     | 25 | 3 | 25 | 3 |
| 2018   | F東23  | 22     | J3     | 22 | 1 | 22 | 1 |
| 通算   | 日本   | 日本   | J3     | 54 | 4 | 54 | 4 |
| 総通算 | 総通算 | 総通算 | 総通算 | 54 | 4 | 54 | 4 |

- 2016年は特別指定選手

出場歴
- 2016年3月20日：Jリーグ初出場 - J3第02節 vsFC琉球 (味の素フィールド西が丘)
- 2017年7月15日：Jリーグ初得点 - J3第17節 vsガイナーレ鳥取 (とりぎんバードスタジアム)

## タイトル

### チーム
青森山田高校
- JFAプリンスリーグ (2010年)

法政大学
- 関東大学サッカーリーグ戦2部 (2014年)

### 代表
日本高校選抜
- デュッセルドルフ国際ユースサッカー大会 (2012年)

### 個人
- 全国高等学校総合体育大会サッカー競技大会 優秀選手 (2012年)[11]
- 全国高等学校サッカー選手権大会 優秀選手 (2012年)[11]

## 代表・選抜歴
- 日本高校選抜
  - 2013年 NEXT GENERATION MATCH[30]
  - 2013年 デュッセルドルフ国際ユースサッカー大会[5]
- 全日本大学選抜
  - 2015年 第28回夏季ユニバーシアードサッカー競技 バックアップメンバー[9]
- 関東選抜B
  - 2016年 デンソーカップサッカー